# Elliot Page

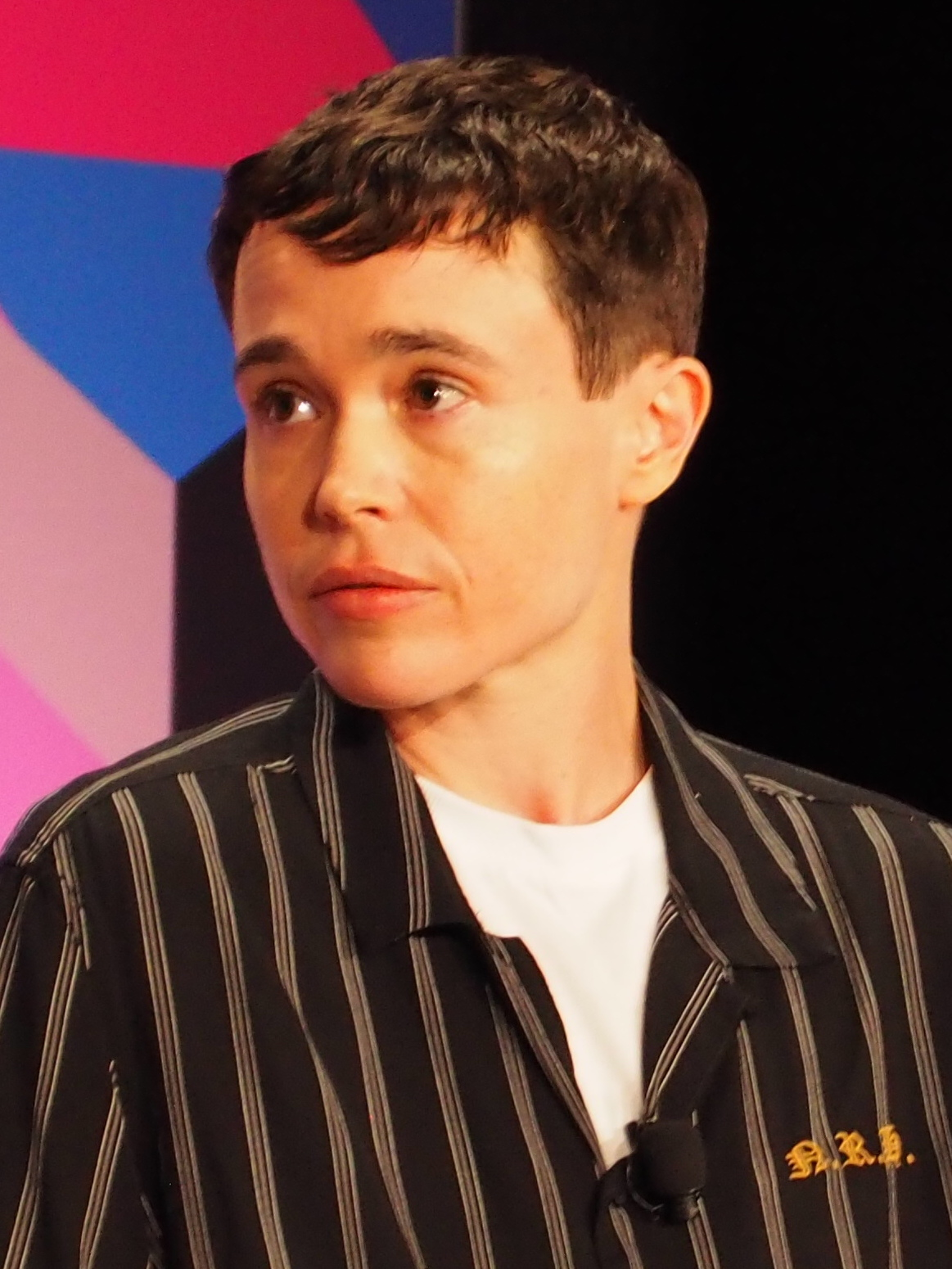
Elliot Page (2023)

Elliot Page (* 21. Februar 1987 in Halifax, Nova Scotia als Ellen Grace Philpotts-Page) ist ein kanadischer Schauspieler und Filmproduzent. Page wurde 2006 mit X-Men: Der letzte Widerstand bekannt; 2007 erhielt Page für die Rolle der 16-jährigen Schülerin Juno im gleichnamigen Film zahlreiche Auszeichnungen. Ende 2020 erklärte Page, transgender zu sein, und änderte seinen Vornamen in Elliot.

## Jugend
Im Alter von zehn Jahren entdeckte Page die Schauspielerei. Noch im selben Jahr folgte die erste große Rolle im Pilotfilm zur kanadischen Fernsehserie Pit Pony (Wenn der Mond zur Sonne wird). Die Darstellung der Maggie MacLean brachte Page die ersten Nominierungen für Filmpreise. Seitdem folgten weitere kanadische TV-Produktionen, Serien und Independent-Filme. Aufmerksamkeit erregte Page 2005 in Hard Candy mit der Darstellung der Hayley Stark, einer 14-Jährigen, die via Internet Bekanntschaft mit einem Erwachsenen macht, der auf diesem Wege Minderjährigen nachstellt.

## Karriere
Der Blockbuster X-Men: Der letzte Widerstand führte im Sommer 2006 zu einem internationalen Durchbruch. Page wurde von dem Regisseur Brett Ratner selbst in die Produktion miteingebracht als mittlerweile dritter Darsteller der Figur Kitty Pryde alias Shadowcat. 2007 spielte Page in der kanadischen Produktion The Tracey Fragments unter der Regie von Bruce McDonald mit, der mit Page bereits in der Serie ReGenesis zusammengearbeitet hatte. In An American Crime übernahm Page die Rolle der Sylvia Likens, die von ihrer Pflegemutter, dargestellt von Catherine Keener, zu Tode gequält wird. Dieser Film basiert auf einem Kriminalfall, der 1965 im US-Bundesstaat Indiana für Aufsehen sorgte.
Den endgültigen Durchbruch brachte die Rolle der 16-jährigen Schülerin Juno im gleichnamigen Film. Diese Hauptrolle an der Seite von Michael Cera und Jennifer Garner zeigt einen scharfzüngigen weiblichen Teenager, der mit einer ungewollten Schwangerschaft konfrontiert wird. In dem Film singt Juno zusammen mit Cera den Moldy-Peaches-Titel Anyone Else but You, mit dem sie in die US-Charts kamen. Der Filmsoundtrack erreichte Platz 1 der US-Album-Charts. 2008 war Page für diese Rolle für den Oscar in der Kategorie beste Hauptdarstellerin nominiert.
2010 trat Page an der Seite von Leonardo DiCaprio im Heist-Movie Inception als Traum-Architektin Ariadne auf. 2012 folgte in Woody Allens To Rome with Love die Rolle der verführerischen Monica, die ein junges Paar fast dazu bringt, sich zu trennen. Bei den Independent Spirit Awards sowie bei den MTV Movie Awards gewann Page die Auszeichnung in der Kategorie beste Künstlerin. Im Mai 2014 folgte im Film X-Men: Zukunft ist Vergangenheit erneut die Rolle der Kitty Pryde/Shadowcat.
Im 2013 erschienenen Videospiel Beyond: Two Souls war Page zusammen mit Willem Dafoe zu sehen. Im selben Jahr beschwerte sich Page öffentlich über die Ähnlichkeit mit dem Videospiel-Charakter „Ellie“ aus The Last of Us: „Ich schätze, ich sollte mich geschmeichelt fühlen, dass sie mich nachgemacht haben, aber ich spiele bereits in einem Videospiel namens Beyond: Two Souls mit. Daher begrüße ich das ganz und gar nicht.“
Das US-amerikanische Time-Magazin listete Page 2019 im Artikel Meet 15 Women Leading the Fight Against Climate Change als eine von 15 Frauen, die sich im Kampf gegen den Klimawandel und seine sozialen Auswirkungen hervortaten. Im März 2021 erschien Page als erster Transgender-Mann auf dem Cover des Time-Magazins.
Seit 2019 spielte Page in der Fernsehserie The Umbrella Academy als Vanya Hargreeves. Die Rolle begann als Frau, wurde aber nach Pages Transition ebenfalls zu einem Transmann gemacht.
Im Juni 2023 brachte er die Autobiografie Pageboy heraus, in der er seine persönliche Entwicklung in den letzten Jahren und besonders den Umgang in Hollywood mit Transpersonen schilderte. In einigen Kapiteln enthüllt er die Reaktionen bekannter Persönlichkeiten auf sein Outing, was in den USA für Kontroversen sorgte.
2024 kam der Film Close to You in die Kinos, in dem Page nicht nur die Hauptrolle spielt, sondern den er auch mitgeschrieben und mitproduziert hat. In seinem ersten Film nach seiner Transition ist seine Rolle ebenso ein Transmann.

## Persönliches

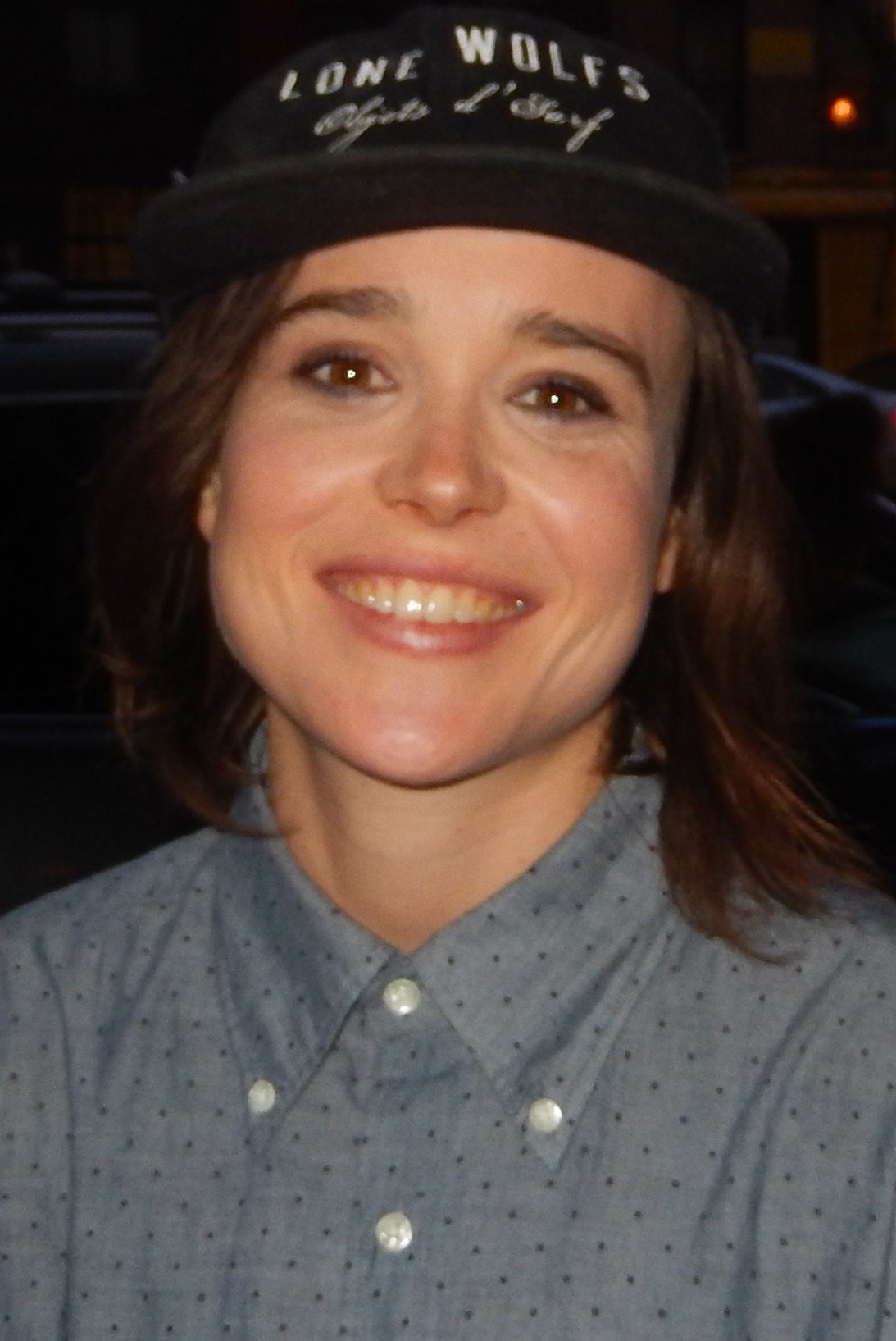
Page im August 2015

Von 2015 bis 2017 lebte Page in einer Beziehung mit der Künstlerin Samantha Thomas. Im Januar 2018 heiratete Page die Tänzerin und Choreografin Emma Portner, mit der Page ab Mitte 2017 liiert war. Nach der Trennung im Sommer 2020 folgte Anfang 2021 die Scheidung.
2014 outete sich Page auf einer Konferenz der Human Rights Campaign in Las Vegas als homosexuell. Seitdem spricht Page als Repräsentant der Human Rights Campaign und in Interviews offen über die Probleme, die das Leben vor dem Outing beinhaltete. Page fühle sich wohl in der Rolle homosexueller Figuren (etwa in Freeheld) und würde sich über weitere solcher Gelegenheiten freuen. Dennoch empfinde es Page als Kränkung, dass heterosexuelle Schauspieler in homosexuellen Rollen als „mutig“ bezeichnet würden, während homosexuelle Schauspieler für heterosexuelle Rollen niemals als „mutig“ bezeichnet würden.
Im Dezember 2020 gab Page über soziale Medien bekannt, transgender beziehungsweise nichtbinär zu sein und von nun an den Namen Elliot und männliche Pronomen zu verwenden; er akzeptiere im Englischen aber auch das geschlechtsneutrale they.

## Filmografie (Auswahl)
- 1997: Wenn der Mond zur Sonne wird (Pit Pony)
- 1999: Pit Pony (Fernsehserie)
- 2001: Trailer Park Boys (Fernsehserie)
- 2002: Rideau Hall (Fernsehserie, Pilotfolge)
- 2002: Marion Bridge
- 2002: The Wet Season
- 2003: Mrs. Ashboro’s Cat
- 2003: Touch & Go
- 2003: Homeless to Harvard: The Liz Murray Story
- 2003: Sturz ins Verderben (Going for Broke)
- 2003: Love That Boy
- 2004: Mouth to Mouth
- 2004: Winston, der Internetgeist (I Downloaded a Ghost)
- 2004: Wilby Wonderful
- 2004: ReGenesis (Fernsehserie)
- 2005: Hard Candy
- 2006: X-Men: Der letzte Widerstand (X-Men: The Last Stand)
- 2007: The Stone Angel
- 2007: An American Crime
- 2007: The Tracey Fragments
- 2007: Juno
- 2008: Smart People
- 2009: Roller Girl (Whip it)
- 2009: Das Verschwinden der Bienen (Vanishing of the Bees)
- 2009: Die Simpsons (The Simpsons, Fernsehserie, Stimme)
- 2010: Inception
- 2010: Peacock
- 2010: Super – Shut Up, Crime! (Super)
- 2012: To Rome with Love
- 2013: The East
- 2013: Touchy Feely
- 2013: Out There (Zeichentrickserie, Stimme, Folge 1x10)
- 2014: X-Men: Zukunft ist Vergangenheit (X-Men: Days of Future Past)
- 2015: Into the Forest (auch Produzent)
- 2015: Freeheld – Jede Liebe ist gleich (Freeheld)
- 2016: Window Horses (Window Horses: The Poetic Persian Epiphany of Rosie Ming, Stimme)
- 2016–2017: Gaycation (Dokumentation)
- 2016: Tallulah
- 2017: Flatliners
- 2017: The Cured: Infiziert. Geheilt. Verstoßen. (The Cured)
- 2017: My Days of Mercy (auch Produzent)
- 2019: Stadtgeschichten (Tales of the City, Miniserie)
- 2019: There’s Something in the Water (Dokumentation)
- 2019–2024: The Umbrella Academy (Fernsehserie)
- 2023: Close to You

Videospiele
- 2013: Beyond: Two Souls

## Auszeichnungen und Nominierungen
| Jahr | Award                                       | Kategorie                                                                         | Film/Serie           | Resultat  |
| ---- | ------------------------------------------- | --------------------------------------------------------------------------------- | -------------------- | --------- |
| 2000 | Gemini Award                                | Best Performance in a Children’s or Youth Program or Series                       | Pit Pony             | Nominiert |
| 2002 | Young Artist Award                          | Best Performance in a TV Drama Series – Leading Young Actress                     | Pit Pony             | Nominiert |
| 2003 | ACTRA Maritimes Award                       | Outstanding Performance – Female                                                  | Marion Bridge        | Gewonnen  |
| 2003 | Gemini Award                                | Best Ensemble Performance in a Comedy Program or Series                           | Trailer Park Boys    | Gewonnen  |
| 2004 | Atlantic Canadian Award                     | Outstanding Performance by an Actor – Female                                      | Mrs. Ashboro’s Cat   | Gewonnen  |
| 2004 | Gemini Award                                | Best Performance in a Children’s or Youth Program or Series                       | Mrs. Ashboro’s Cat   | Gewonnen  |
| 2005 | Gemini Award                                | Best Performance by an Actress in a Featured Supporting Role in a Dramatic Series | ReGenesis            | Gewonnen  |
| 2006 | Fangoria Chainsaw Award                     | Relationship from Hell                                                            | Hard Candy           | Nominiert |
| 2006 | Fangoria Chainsaw Award                     | Creepiest Kid                                                                     | Hard Candy           | Nominiert |
| 2007 | Atlantic Canadian Award                     | Beste Schauspielerin                                                              | The Tracey Fragments | Gewonnen  |
| 2007 | Austin Film Critics Award                   | Beste Schauspielerin                                                              | Hard Candy           | Gewonnen  |
| 2007 | Online Film Critics Society Award           | Beste Nachwuchsdarstellerin                                                       | Hard Candy           | Nominiert |
| 2007 | Chlotrudis Award                            | Beste Schauspielerin                                                              | Hard Candy           | Nominiert |
| 2007 | Empire Award                                | Beste Nachwuchsdarstellerin                                                       | Hard Candy           | Nominiert |
| 2007 | Satellite Award                             | Beste Hauptdarstellerin (Komödie/Musical)                                         | Juno                 | Gewonnen  |
| 2007 | Austin Film Critics Award                   | Beste Schauspielerin                                                              | Juno                 | Gewonnen  |
| 2007 | Chicago Film Critics Association Award      | Beste Schauspielerin                                                              | Juno                 | Gewonnen  |
| 2007 | Toronto Film Critics Association Award      | Beste Schauspielerin                                                              | Juno                 | Gewonnen  |
| 2007 | Las Vegas Film Critics Society Award        | Beste Schauspielerin                                                              | Juno                 | Gewonnen  |
| 2007 | Florida Film Critics Circle Award           | Beste Schauspielerin                                                              | Juno                 | Gewonnen  |
| 2007 | Florida Film Critics Circle Award           | Pauline Kael Breakout Award                                                       | Juno                 | Gewonnen  |
| 2007 | Gotham Award                                | Breakthrough Award                                                                | Juno                 | Gewonnen  |
| 2007 | Phoenix Film Critics Society Award          | Breakthrough on Camera                                                            | Juno                 | Gewonnen  |
| 2007 | Hollywood Film Festival                     | Beste Nachwuchsdarstellerin                                                       | Juno                 | Gewonnen  |
| 2007 | National Board of Review                    | Beste Nachwuchsdarstellerin                                                       | Juno                 | Gewonnen  |
| 2007 | WAFCA Award                                 | Beste Nachwuchsdarstellerin                                                       | Juno                 | Gewonnen  |
| 2007 | New York Film Critics Circle Award          | Beste Schauspielerin                                                              | Juno                 | Nominiert |
| 2007 | San Diego Film Critics Society Award        | Beste Schauspielerin                                                              | Juno                 | Nominiert |
| 2007 | Southeastern Film Critics Association Award | Beste Schauspielerin                                                              | Juno                 | Nominiert |
| 2007 | DFWFCA Award                                | Beste Schauspielerin                                                              | Juno                 | Nominiert |
| 2008 | Golden Globe 2008                           | Beste Hauptdarstellerin (Komödie/Musical)                                         | Juno                 | Nominiert |
| 2008 | Oscar                                       | Beste Hauptdarstellerin                                                           | Juno                 | Nominiert |
| 2009 | Teen Choice Award                           | Beste Schauspielerin (Film/Komödie)                                               | Juno                 | Gewonnen  |
| 2011 | MTV Movie Award                             | Bester Angsthase                                                                  | Inception            | Gewonnen  |
| 2011 | Saturn Award                                | Beste Hauptdarstellerin                                                           | Inception            | Nominiert |
| 2013 | SpikeTV Video Game Awards – VGX 2013        | Beste Synchronsprecherin                                                          | Beyond: Two Souls    | Nominiert |

## Publikationen
- Pageboy: Meine Geschichte. Fischer Verlag 2023, ISBN 978-3-10397-500-0.